# Конецпольский, Станислав Пржедбор
Станислав Пржедбор Конецпольский (? — 1588) — польский государственный деятель, староста велюньский и радомсковский (1557), каштелян серадзский (1576—1588).

## Биография
Представитель польского магнатского рода Конецпольских герба «Побог». Младший сын дворянина королевского и старосты пшемысльского Станислава Конецпольского от брака с познанской мещанкой Катаржиной. Старший брат — каштелян розпшский Николай Пржедбор Конецпольский (? — 1587).
В 1557 году Станислав Пржедбор Станислав был назначен старостой велюньским и радомсковским. Был близко связан с Реформацией, возможно, являлся кальвинистом. В 1573 году после смерти Сигизмунда II Августа Станислав Кнецпольский был избран от Серадзского воеводства на конвокационный сейм, где подписал акт Варшавкой конфедерации. В 1576 году получил должность каштеляна серадзского.
Наследственный владелец Конецполя. В 1559 году Станислав Пржедбор Конецпольский получил от польского короля привилей для своего города: получил разрешение брать мостовые деньги за проезд через р. Пилицу и проведения четырех ярмарок в год.

## Семья
Был женат на Эльжбете Лигежанке, племяннице гетмана великого коронного Яна Амора Тарновского. Дети:
- Станислав Конецпольский (ум. перед 1595), секретарь и дворянин королевский, подкоморий серадзский (1566)
- Николай Конецпольский (ум. до 1626), архидьякон поморский, каноник познанский (1572), судья Серазской земли (1609)
- Зигмунд Конецпольский (ум. 1620)
- Кшиштоф Конецпольский (ум. 1579/1581)
- Александр Конецпольский (ок. 1555—1609), каштелян бецкий (1603), воевода подольский (1603—1605) и серадзский (1605—1609), староста велюньский и жарновецкий
- София Конецпольская, 1-й муж Адам Иордан, 2-й муж Мартин Вержбет
- Анна Конецпольская, 1-й муж подкоморий краковский Адам Оцеский, 2-й муж каштелян белзский Зигмунд Заклика (ум. 1585)
- Барбара Конецпольская, жена Якуба Бельхацкого
- Эльжбета Конецпольская, жена каштеляна завихостского Яна Оссолинского